# 12e régiment de chasseurs d’Afrique

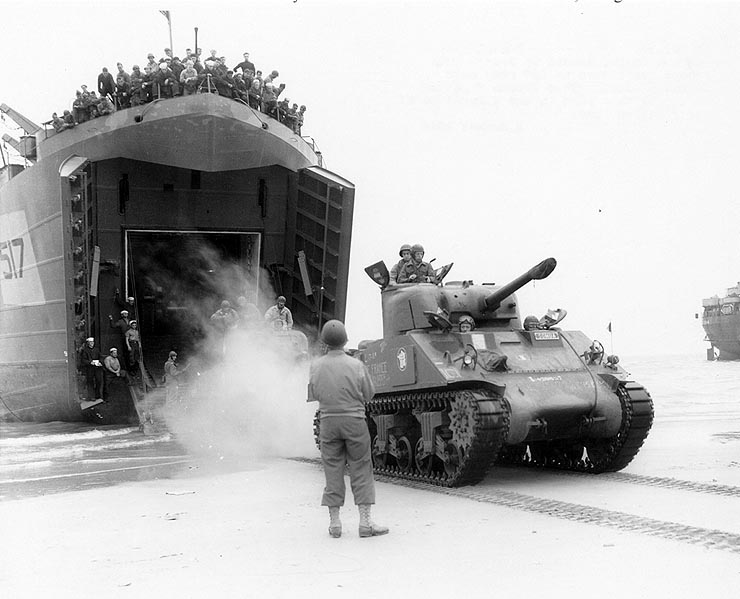
Ein Panzer des 12^{e} RCA wird am 2. August 1944 an Utah Beach an Land gesetzt

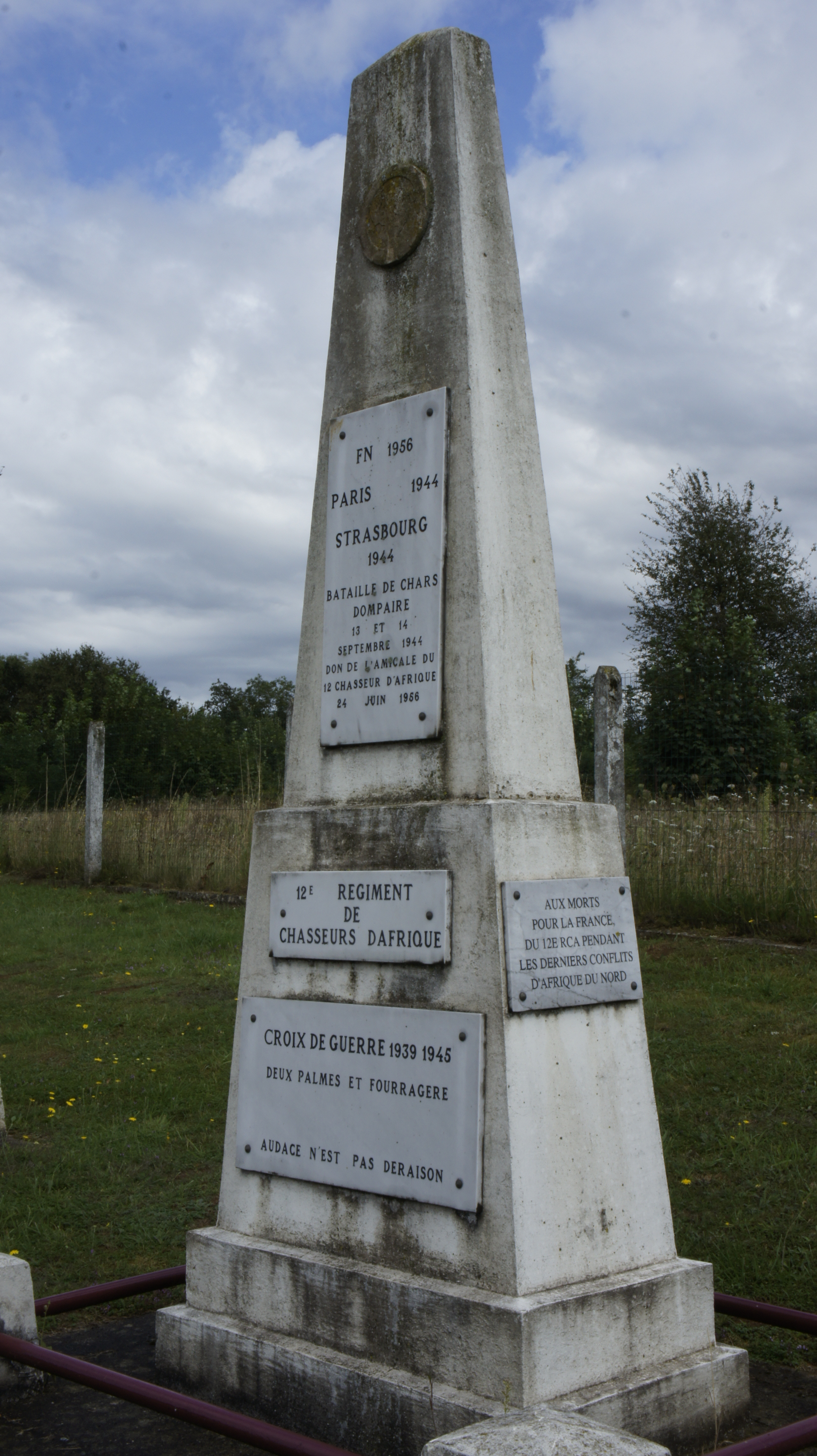
Denkmal des 12^{e} RCA in Floing (Département Ardennes).

Das 12e régiment de chasseurs d'Afrique (12e RCA) war ein Verband der französischen Kavallerie. Es wurde im Februar 1941 in Algerien aufgestellt und 1963 aufgelöst.

## Geschichte
Am 22. Februar 1941 erhielt das „1er Régiment de Chasseurs d’Afrique“ in Casablanca den Befehl zur Aufstellung einer  „Groupe d’Escadrons Chars-motos“  (Panzerwagen-Escadronsgruppe), die zum Einsatz in den französischen Gebieten Westafrikas bestimmt war. Sie würde den Namen  Groupe Autonome du 1er Régiment de Chasseurs d’Afrique (Selbständige Gruppe des 1. Regiments der afrikanischen Jäger) erhalten. Die Aufstellung war am 16. März 1941 abgeschlossen, die Einheit im  Camp de la Jonquière in Casablanca stationiert. Sie stand unter dem Befehl von Chef d’escadrons Paul Girot de Langlade. Es bestanden eine Stabs- und Versorgungsescadron und zwei  Kampfescadronen. Die 1. war ausgestattet mit Motorrädern, für die 2. Escadron als (schwere Escadron) waren Kampfpanzer vorgesehen. Dazu wurden in einem Depot im Département Dordogne 23 Panzer vom Typ Somua S-35 bereitgehalten, die von der deutschen Wehrmacht nach dem Waffenstillstand an das Vichy-Regime zurückgegeben worden waren. Sie waren nur für den Einsatz in Afrika bestimmt und blieben bis dahin unter deutscher Bewachung. Die ohnehin in einem sehr schlechten Zustand befindlichen Fahrzeuge wurden vor der Verschiffung in Marseille von den Deutschen zur Ersatzteilgewinnung nochmals mehr oder weniger ausgeschlachtet.
- Juli 1941: Umbenennung in 12e groupe autonome de chasseurs d’Afrique (12eGACA).
- Februar 1943: Umbenennung in 12e régiment de chasseurs d’Afrique (12e RCA).

Nach anderthalbjährigem Einsatz im Senegal wurde das nun freifranzösische Regiment  am 12. Januar 1943 in Thiès eingeschifft, um am 21. Januar 1943 in Casablanca an Land zu gehen. Von hier wurde es nach Algier weitergeschickt, wo es am 7. Februar 1943 eintraf. In den folgenden Kämpfen gegen das deutsche Afrikakorps verlor es bis zum 20. Mai vier der 23 Somua-Panzer. Zwischen September und Dezember 1943 wurde  Personal zur Wiederaufstellung des gekaderten 12e régiment de cuirassiers abgegeben. Es kam dann zu einer längeren Phase der Ausbildung, da das Regiment jetzt mit Gerät und Panzerfahrzeugen aus den Beständen der US-Army ausgerüstet wurde. Die übriggebliebenen 13 Somua-Panzer wurden an die Garde Mobile  in Oran übergeben.
Kurze Zeit später wurden die französischen Verbände nach Großbritannien verlegt, die Jäger trafen dort am 22. April 1944 in Swansea ein.
Nach der Invasion in Nordfrankreich wurde die Einheit am 1. August 1944,  jetzt ausgerüstet mit M3 Stuart,  M4 Sherman, Jeeps und Halbkettenfahrzeugen im Abschnitt Utah Beach an Land gesetzt. Am 8. August kam es zu erstem Feindkontakt bei der Ortschaft Sablé-sur-Sarthe:
- 12. August:  la forêt d’Ecouves
- 13. August: Chahains (Orne)
- 13. – 20. September: Dompaire – Damas – Ville-sur-Illon
- 21. September: Charmes – Baccarat
- 31. Oktober: Baccarat-Montigny-Domèvre
- 12. November: Sarrebourg
- 19. – 20. November: Niderhoff
- 22. November: Saverne – Phalsbourg
- 24. November: Straßburg
- 2. Januar 1945:  Sarreguemines – Bitche
- 16. Februar: Châteauroux
- 18. Juni: Das Regiment defilierte auf der Siegesparade in Paris, im Verband der „2e division blindée“ mit allen Panzern von der Pont de Neuilly zum Place de la Concorde
- 30. Oktober: Das „12e  RCA“ bezog seine Garnison im „Quartier Estienne“ in Rambouillet und wurde zu einem Panzeraufklärungsregiment umgewandelt.

### Nach 1945
Nachdem das Regiment im Algerienkrieg gekämpft hatte, wurde es nach Friedensschluss zurück nach Frankreich transportiert und dort 1963 aufgelöst.

## Kommandeure
- 1941–1944 : Colonel (dt.: Oberst) Girot de Langlade
- 1944–1945 : Lieutenant-colonel (dt.: Oberstleutnant) Minjonnet
- 1945–1946 : Chef d’escadrons Gribius
- 1946–1946 : Lieutenant-colonel Minjonnet
- 1946–1946 : Lieutenant-colonel Marrion
- 1946–1951 : Colonel Barrou
- 1951–1953 : Colonel de Fürst
- 1953–1955 : Lieutenant-colonel Beaumont
- 1955–1958 : Colonel Huot
- 1958–1960 : Lieutenant-colonel Pourcher de Ruelle du Chéné
- 1960–1961 : Lieutenant-colonel Blacas
- 1961–1962 : Lieutenant-colonel Barras
- 1963 : Lieutenant-colonel Marsauche

## Standarte
Sie führt, in goldenen Lettern, die folgenden Inschriften:
- Paris 1944 – für die Befreiung von Paris
- Strasbourg 1944 für die Befreiung von Straßburg
- AFN 1952–1962 – für die Teilnahme am Algerienkrieg

## Devise
Audace n'est pas déraison  (Kühnheit ist keine Unvernunft)

## Auszeichnungen
Das Fahnenband des Regiments ist mit dem Croix de guerre 1939–1945 mit zwei Palmenzweigen dekoriert.

„Régiment d'élite qui n'a pas cessé, depuis le début de la campagne, de donner des preuves de son allant et de sa magnifique tenue au feu“

(Ein Eliteregiment, seit Beginn des Feldzuges ständig in Bewegung, das sein ausgezeichnetes Verhalten im Feuer ständig bewiesen hat.)